# Magawa
Magawa (geboren am 25. November 2013 in Morogoro, Tansania; gestorben am 8. oder 9. Januar 2022) war eine männliche Riesenhamsterratte, die als Minensucher in Kambodscha eingesetzt wurde. Er wurde 2020 mit der PDSA Gold Medal ausgezeichnet.

## Hintergrund
Magawa wurde in Morogoro, Tansania geboren und in Kambodscha zu einem Minensuchtier ausgebildet. In Kambodscha spürte er im Dienste der belgischen Hilfsorganisation Apopo insgesamt 71 Landminen auf und trug zur Entschärfung von 38 nicht explodierten Sprengkörpern bei. Dabei suchte er, zusammen mit anderen Tieren, eine Fläche von mehr als 225.000 Quadratmetern ab. Bei 70 cm Körperlänge war Magawa mit seinem Gewicht von 1,2 kg zu leicht, um selbst Minen auszulösen, und konnte daher Minenentschärfer auf Landminen aufmerksam machen. Für einen tennisplatzgroßen Bereich benötigte er etwa 20 Minuten. Für die gleiche Feldgröße würde ein Minenentschärfer mit Metalldetektor 1–4 Tage benötigen.
Für diese Leistung wurde er 2020 in Großbritannien von der Tierrechtsorganisation People’s Dispensary for Sick Animals (PDSA) mit der Goldmedaille ausgezeichnet. Die Bedeutung dieser Auszeichnung wird mit dem Georgs-Kreuz, dem höchsten Zivilorden im Vereinigten Königreich, verglichen.
Knapp neun Monate nach der Auszeichnung und nach insgesamt fünf Jahren im Dienste der Apopo wurde am 5. Juni 2021 mitgeteilt, dass die Ratte in den Ruhestand gehe. Magawa sei zwar noch bei bester Gesundheit, doch zuletzt etwas müde geworden.
Magawa starb am Wochenende des 8./9. Januar 2022 im Alter von acht Jahren. Laut einer Mitteilung der Hilfsorganisation Apopo, bei der er seine letzten Lebensmonate verbrachte, war er in der Vorwoche noch munter und habe mit „dem üblichen Enthusiasmus“ gespielt. Zum Wochenende hin sei er jedoch langsamer geworden und habe sich in den letzten Tagen weniger für Nahrung interessiert.